# 1918 Aiguillon
1918 Aiguillon è un asteroide della fascia principale. Scoperto nel 1968, presenta un'orbita caratterizzata da un semiasse maggiore pari a 3,1953031 UA e da un'eccentricità di 0,1253393, inclinata di 9,17880° rispetto all'eclittica.